# آسپیندزا
آسپیندزا (به لاتین: Aspindza) یک منطقهٔ مسکونی در گرجستان است که در سامتسخه-جاواختی واقع شده‌است. آسپیندزا ۲٬۷۹۳ نفر جمعیت دارد و ۱٬۰۹۰ متر بالاتر از سطح دریا واقع شده‌است.